# Temple protestant (Niort)

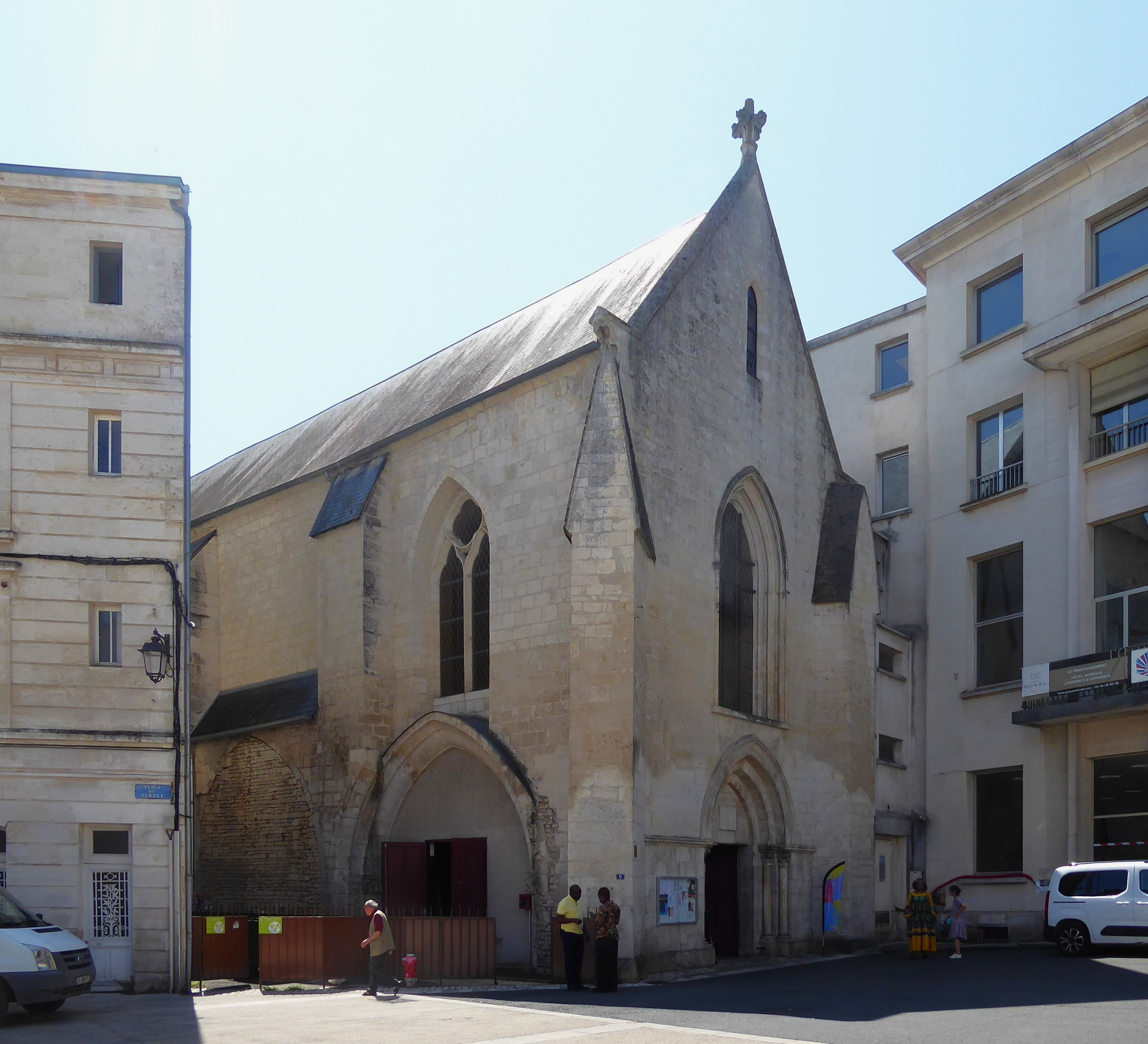
Der Temple protestant in Niort

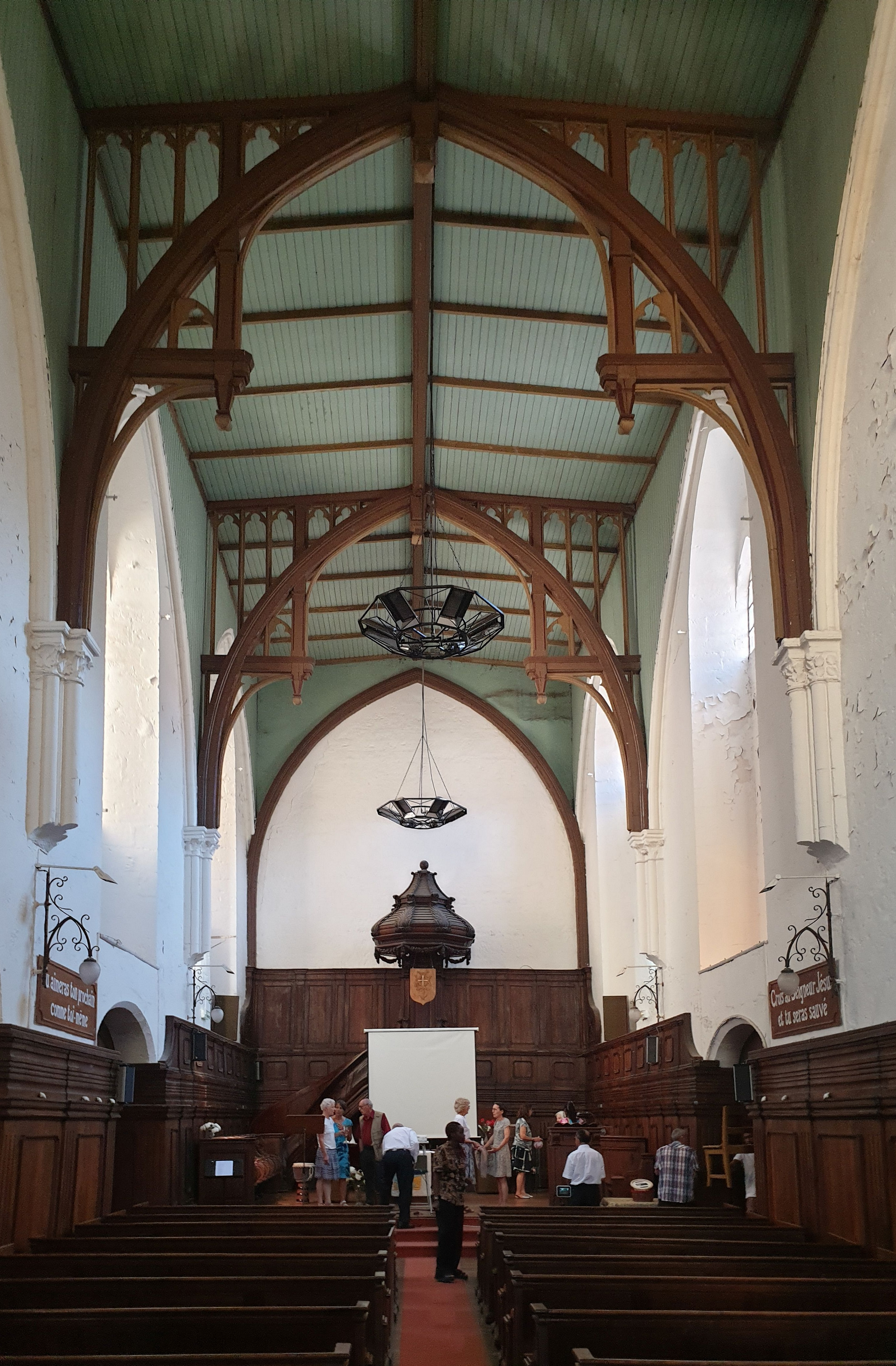
Blick durch das Langhaus nach Osten

Der Temple protestant (deutsch: Evangelische Kirche) ist ein Kirchengebäude der Vereinigten Protestantischen Kirche Frankreichs in Niort im Département Deux-Sèvres in der Region Nouvelle-Aquitaine. Das Bauwerk gehört zur Kirchengemeinde Pays Niortais. und war ursprüngliche eine Kapelle des ehemaligen Franziskanerklosters von Niort.

## Geschichte
Der heutige Temple protestant, ein kleiner gotischer Saalbau auf rechteckigem Grundriss, ist der einzige erhaltene Baurest als eine Kapelle des Franziskanerklosters, das im 13. Jahrhundert auf Initiative des Beichtvaters des Herzogs Jean de Berry errichtet wurde. Das Kloster ist bereits in den Religionskriegen untergegangen, als in Niort zeitweise die Reformation eingeführt wurde. Im Jahr 1789 fand in der Kapelle im Zuge der französischen Revolution die Abstimmung über die Ernennung der Abgeordneten für die Verfassunggebende Versammlung statt. Am 21. Juni 1800 erwarb der Kaufmann Cruvelier das gesamte frühere Klostergelände. Am 26. Oktober 1800 übertrug er der Gemeinde Niort die Kapelle. Am 15. April 1804 gewährte der Gemeinderat von Niort dem Konsistorium der reformierten Gemeinde die Nutzung der Kapelle, was durch die Kirchengemeinde beantragt worden war. Im Jahr 1805 wurde das Gotteshaus endgültig durch einen napoleonischen Erlass den Reformierten zugeteilt und wieder in gottesdienstlichen Gebrauch genommen, als am 1. September 1805 die Einweihung stattfand.
Die Kapelle wurde im Laufe der Jahrhunderte mehrfach restauriert. Eine grundlegende Wiederherstellung erfolgte nach dem Einsturz der gotischen Steingewölbe im Jahr 1922, die nur wenige Stunden nach einer Gottesdienstfeier stattfand. Das Gotteshaus blieb vier Jahre lang nach dem Einsturz ohne Dach, bevor es erneuert werden konnte. Da der Neubau eines Steingewölbes für die Kirchengemeinde nicht zu finanzieren war, entschied man sich für eine Holzdecke. Im Inneren sind noch Säulen mit ihren Kapitellen und Konsolen aus der Zeit des Ursprungsbaus zu sehen, die ursprünglich die Gewölbe getragen haben. In den gotischen Fragmenten hat sich eine Skulptur erhalten, die vor einem Kreuz die ineinander verschlungenen Hände und Unterarme Christi und des heiligen Franziskus darstellt und das Zeichen der Wundmale Christi trägt.
Das hölzerne Gestühl stammt aus dem 19. Jahrhundert.